# Almrullvecklare
Almrullvecklare (Epinotia abbreviana) är en fjärilsart som beskrevs av Johann Christian Fabricius 1794. Almrullvecklare ingår i släktet Epinotia och familjen vecklare. Arten är reproducerande i Sverige. Inga underarter finns listade i Catalogue of Life.